# Отто Фельман
Отто Фельман (нім. Otto Fehlmann, 5 квітня 1889, Аарау — 5 жовтня, Женева) — швейцарський футболіст, що грав більшу частину кар'єри на позиції захисника, а також нападника на її початку. Відомий за виступами за «Серветт», а також національну збірну Швейцарії.

## Біографія
Розпочав свою кар'єру у віці 15 років у «Аарау». З 20 років виступав у національній збірній на позиції лівого вінгера. Протягом 15 років він був опорою оборони клубу «Серветт», капітаном команди. Перейшов в «Серветт» в 1911 році з репутацією грізного нападника, але згодом вирішив перейти на позицію захисника і багато років вважався одним із найкращих гравців країни. У березні 1923 року з'явився на обкладинці журналу Schweizer Sport.
В ті роки чемпіонат Швейцарії проводився за таким регламентом: команди були поділені на три групи за географічним принципом — Захід, Центр і Схід, а у фінальному турнірі грали лише переможці цих груп. «Серветт» був лідером Західного дивізіону (також його називали франкомовним). Дев'ять розіграшів поспіль клуб вигравав чемпіонат Заходу в 1918—1926 роках.
В фінальному турнірі команда Фельмана виступала з перемінним успіхом. В 1918 році «Серветт» виграв свій другій у історії титул чемпіона Швейцарії, впевнено обігравши «Янг Бойз» (4:2) і «Санкт-Галлен» (4:0). В 1919 році команда з Женеви посіла друге місце, зігравши 0:0 з «Вінтертуром» і програвши «Ла Шо-де-Фон» з рахунком 2:3. В 1920 році «Серветт» переміг «Грассгоппер» (2:1), програв «Янг Бойзу» (0:4) і знову став срібним призером. В 1921 році у фінальному турніри грали ті самі три команди, що й роком раніше. «Серветт» поступився обом: 0:5 «Грассгопперу» і 1:3 «Янг Бойзу». В 1922 році клуб нарешті зумів виграти чемпіонський титул. В першому матчі проти «Блю Старз» (1:0) Фельман приніс своїй команді перемогу. В другій грі клуб обіграв «Люцерн» — 2:0. 

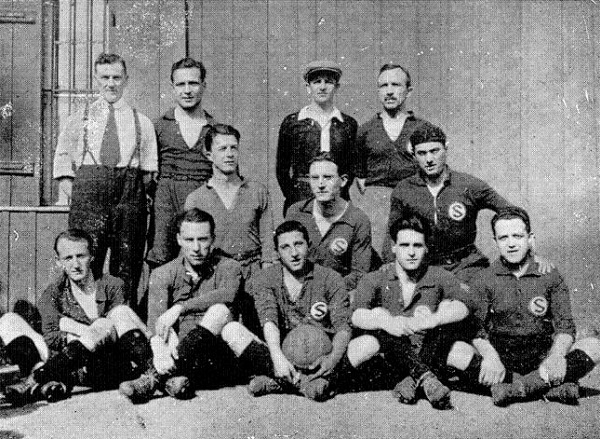
Чемпіонська команда «Серветта» 1922 року. Зліва направо. Верхній ряд: тренер Дакворт, Був'є, Деззібур, Фельман; середній ряд: Ріхард, Піхлер, Пер'є; нижній ряд: Жаннен, Паш, Менготті, Берр'єре, Бедуре.

В 1923 році «Серветт» посів третє місце у фінальному турнірі, але той розіграш пізніше був оголошений нерозіграним, бо його переможець «Берн» використовував незаявленого гравця ще на груповому турнірі. В 1924 році клуб з Женеви з однаковим рахунком 0:1 поступився «Нордштерну» і «Цюриху».
Два наступні фінальні турніри чемпіонату Швейцарії «Серветт» виграв. В 1925 році команда зіграла в першому матчі 0:0 з «Янг Фелловз», а у вирішальній грі перемогла з рахунком 1:0 «Берн» завдяки голу Раймона Пасселло. В 1926 році «Серветт» переміг з рахунком 5:2 «Янг Бойз», а другому матчі зіграв унічию 2:2 з «Грассгоппером». Обидві команди набрали однакову кількість очок, тому був призначений додатковий матч, незважаючи на перевагу команди з Женеви за різницею м'ячів. В переграванні «Грассгоппер» мав перевагу в два голи після першого тайму, але в кінці поєдинку «Серветт» зумів здобути вольову перемогу з рахунком 3:2 завдяки голу Пасселло (75 хв.) і двом голам Баї (80 і 84 хв.).
У 1927 році закінчив кар'єру у віці 38 років. 23 роки грав у швейцарській Серії А, у тому числі 16 років за «Серветт». У 1918, 1922, 1925 і 1926 роках був чемпіоном Швейцарії в складі «Серветта».

## Кар'єра в збірній
Дебютував в складі збірної Швейцарії 4 квітня 1909 року в товариському матчі проти збірної Німеччини (0:1). З 1909 по 1923 рік провів 20 матчів у національній збірній Швейцарії, 14 з яких у ролі капітана. У той час гравці оплачували витрати зі своєї кишені, а виклик у команду вважався лише честю та вершиною спортивної кар'єри.

## Титули і досягнення
- Чемпіон Швейцарії (4):

«Серветт»: 1917-1918, 1921-1922, 1924-1925, 1925-1926